# Achilles '29 in het seizoen 2017/18 (vrouwen)
Het seizoen 2017/2018 was het 2e jaar in het bestaan van de Groesbeekse vrouwenvoetbalclub Achilles '29. De club kwam uit in de Eredivisie en eindigde op de achtste plaats. In het toernooi om de KNVB beker reikte de ploeg tot de kwartfinale. Hierin was sc Heerenveen te sterk met 4–2.

## Wedstrijdstatistieken

### Eredivisie
|       | ADO Den Haag | AFC Ajax | VV Alkmaar | Excelsior/Barendrecht | sc Heerenveen | PEC Zwolle | PSV   | FC Twente |
| ----- | ------------ | -------- | ---------- | --------------------- | ------------- | ---------- | ----- | --------- |
| Thuis | 1 – 0        | 0 – 3    | 0 – 1      | 4 – 2                 | 3 – 3         | 1 – 1      | 1 – 1 | 0 – 6     |
| Uit   | 2 – 2        | 2 – 0    | 3 – 0      | 0 – 2                 | 3 – 0         | 3 – 1      | 1 – 2 | 7 – 0     |

#### Plaatseringsgroep 6–9
|       | ADO Den Haag | VV Alkmaar | Excelsior/Barendrecht |
| ----- | ------------ | ---------- | --------------------- |
| Thuis | 1 – 4        | 2 – 1      | 2 – 1                 |
| Uit   | 2 – 2        | 4 – 2      | 0 – 2                 |
|       | 2 – 1 (U)    | 1 – 2 (T)  | 2 – 2 (T)             |

### KNVB beker
| Achtste finale                          | SC 't Zand                             | 0 – 3 (0 – ?) | Achilles '29                                                  |  |
| Plaats: Tilburg Sportpark Bijstervelden |                                        |               | Onbekend                                                      |  |
| Kwartfinale                             | Achilles '29                           | 2 – 4 (0 – 0) | sc Heerenveen                                                 |  |
| Plaats: Groesbeek Sportpark De Heikant  | Yvette Derks –' (pen.) Sophie Cobussen | Wedstrijdslag | Laura Strik Tiny Hoekstra Fenna Kalma Nathalie van der Heuvel |  |

## Statistieken Achilles '29 2017/2018

### Eindstand Achilles '29 in de Nederlandse Eredivisie Vrouwen 2017 / 2018
| Stand | Gespeeld | Gewonnen | Gelijk | Verloren | Punten | Doelpunten voor | Doelpunten tegen | Gele kaarten | Rode kaarten |
| ----- | -------- | -------- | ------ | -------- | ------ | --------------- | ---------------- | ------------ | ------------ |
| 8e    | 16       | 4        | 4      | 8        | 16     | 17              | 38               | 12           | 1            |

### Eindstand Achilles '29 in de plaatseringsgroep 2017 / 2018
| Stand | Gespeeld | Gewonnen | Gelijk | Verloren | Punten | Doelpunten voor | Doelpunten tegen | Gele kaarten | Rode kaarten |
| ----- | -------- | -------- | ------ | -------- | ------ | --------------- | ---------------- | ------------ | ------------ |
| 8e    | 9        | 3        | 2      | 4        | 19     | 15              | 18               | 3            | 1            |

### Topscorers
| #      | Naam                  | Goal |
| ------ | --------------------- | ---- |
| 1.     | Bonita Theunissen     | 12   |
| 2.     | Sophie Cobussen       | 4    |
| 2.     | Yvette Derks          | 4    |
| 2.     | Michelle van der Laan | 4    |
| 3.     | Beau Rijks            | 3    |
| 4.     | Amber Mutsaers        | 2    |
| 5.     | Melanie Bross         | 1    |
| 5.     | Melissa Evers         | 1    |
| 5.     | Amber Verspaget       | 1    |
| Totaal | Totaal                | 32   |

| #        | Naam                        | Goal |
| -------- | --------------------------- | ---- |
| 1.       | Sophie Cobussen             | 1    |
| 1.       | Amber Derks                 | 1    |
| Onbekend |                             |      |
| 1.       | Onbekend (Tegen SC 't Zand) | 3    |
| Totaal   | Totaal                      | 5    |

### Kaarten
| #      | Naam                  |    |
| ------ | --------------------- | -- |
| 1.     | Yvette Derks          | 3  |
| 1.     | Nena Hopmans          | 3  |
| 2.     | Michelle van der Laan | 2  |
| 2.     | Amber Verspaget       | 2  |
| 3.     | Melanie Bross         | 1  |
| 3.     | Melissa Evers         | 1  |
| 3.     | Amber Mutsaers        | 1  |
| 3.     | Glenda van Lieshout   | 1  |
| 3.     | Romy van Oorschot     | 1  |
| Totaal | Totaal                | 15 |

| #      | Naam           |   |
| ------ | -------------- | - |
| –      | Geen speelster | – |
| Totaal | Totaal         | 0 |

| #      | Naam            |   |
| ------ | --------------- | - |
| 1.     | Melissa Evers   | 1 |
| 1.     | Amber Verspaget | 1 |
| Totaal | Totaal          | 2 |

## Voetnoten
Achilles '29 · 
ADO Den Haag · 
Ajax · 
VV Alkmaar · 
Excelsior/Barendrecht · 
sc Heerenveen · 
PEC Zwolle · 
PSV · 
FC Twente